# (486239) Zosiakaczmarek
(486239) Zosiakaczmarek est un astéroïde de la ceinture principale.

## Description
(486239) Zosiakaczmarek est un astéroïde de la ceinture principale. Il fut découvert le 13 décembre 2012 à Tincana par Michał Żołnowski et Michał Kusiak. Il présente une orbite caractérisée par un demi-grand axe de 2,61 UA, une excentricité de 0,33 et une inclinaison de 29,4° par rapport à l'écliptique.